# Phytocoris lasiomerus
Phytocoris lasiomerus är en insektsart som beskrevs av Reuter 1909. Phytocoris lasiomerus ingår i släktet Phytocoris och familjen ängsskinnbaggar. Inga underarter finns listade i Catalogue of Life.